# Addicted (web-série)
Pour les articles homonymes, voir Addicted (homonymie).
Addicted (上瘾), aussi connu sous Heroin, est une web-série chinoise basée sur le roman boys' love Are You Addicted? (你丫上瘾了) de Chai Jidan (柴鸡蛋). Une seconde saison était prévue, mais a été annulée par le gouvernement chinois.
Le tournage de la série a commencé le 30 novembre 2015 à Beijing en Chine et s'est terminé le 23 décembre 2015.

## Synopsis
"Addicted Heroin" est une adaptation du célèbre roman à succès "Are You Addicted?" de l'auteur chinoise Chai Ji Dan.
Bai Luo Yin est un adolescent pauvre, introverti mais très intelligent, toujours parmi les 5 meilleurs élèves de son lycée, quoiqu'il passe le plus clair de son temps à dormir en cours. Depuis le divorce de ses parents, il vit depuis 10 ans avec son père et ses grands-parents malades, niant complètement l'existence de sa mère. Gu Hai est son opposé, riche, adolescent "bad boy", sportif, et l'unique fils du général d'armées Gu Yang qui se remarie avec sa maîtresse Jiang Yuan qui n'est autre que la mère biologique de Bai Luo Yin, créant ainsi une rancune profonde dans le cœur de Gu Hai.
Au hasard du destin, et sans se connaître au début les deux beaux-frères ayant des antécédents émotionnels différents, étudient dans la même classe et n'arrêtent pas de se disputer à longueur de journée. Avec le temps, l'affection de Gu Hai pour son ami Bai Luo Yin grandit.
Entre amour, obsession, jalousie et acceptation, leur antagonisme va se transformer en une relation imprévue et de plus en plus passionnée. Cependant Bai Luo Yin succombera-t-il à l'amour ravageur de son demi-frère ?

## Distribution

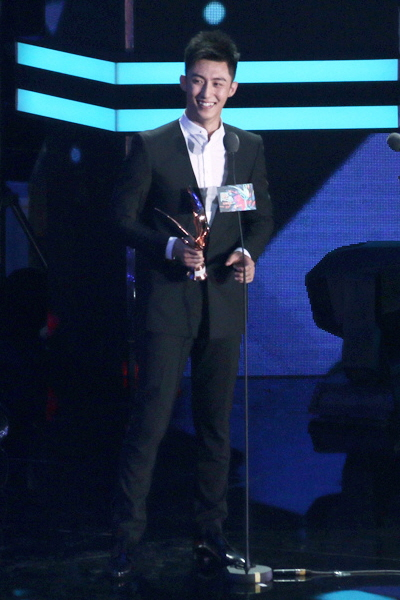
Huang Jingyu interprète Gu Hai.

### Personnages principaux
- Huang Jingyu (黃景瑜) : Gu Hai (顾海)
- Xu Weizhou (许魏洲) : Bai Luo Yin (白洛因)

### Personnages secondaires et tertiaires
- Lin Fengsong (林枫松) : You Qi (尤其)
- Chen Wen (陈稳) : Yang Meng (杨猛)
- Song Tao (宋涛) : Bai Han Qi (白汉旗), le père de Bai Luo Yin
- Wang Dong (王东) : Gu Wei Ting (顾威霆), le père de Gu Hai
- Liu Xiao Ye (刘晓晔) : Jiang Yuan (姜圆), la mère de Bai Luo Yin
- Wang Yu (王宇) : Gu Yang (顾洋), le cousin de Gu Hai
- Lou Qing (娄清) : Jin Lu Lu (金璐璐), la petite amie de Gu Hai
- Zhou Yu Tong (周雨彤) : Shi Hui (石慧), l'ex de Bai Luo Yin

## Réception
La web-série recueillie environ 10 millions de vue le lendemain de sa sortie initiale, faisant d'elle la seconde plus regardée sur iQiyi. Cependant, juste trois épisodes avant la fin, tous les épisodes du drama ont été enlevés de toutes les plateformes de streaming chinoises sur ordre du SAPPRFT, et ne sont plus accessibles au public chinois,,,,. Quelques jours après, les trois derniers épisodes de la première saison ont été mises sur la chaîne YouTube de Huace Film & TV, accessibles aux spectateurs hors du territoire chinois.
Le 17 avril 2016, il a été révélé que la seconde saison prévue était annulée, et la Chine a interdit aux deux acteurs principaux d'apparaître ensemble en public.